# نگین دادخواه
نگین دادخواه (به انگلیسی: Negin Dadkhah) (زاده ۳ آذر ۱۳۶۹) اسکیت بازِ تیم ملی ایران است.

## زندگی ورزشی
او تمرینات حرفه‌ای خود را از سال ۱۳۸۳ شروع کرده، رشتهٔ اصلی وی اسکیت سرعت و استقامت است. او رکورد دار مواد ۲۰۰، ۳۰۰ و ۵۰۰ متر(سرعت) در کشور ایران بوده و همچنین چندین مقام در ماده‌های دیگر دارد(مانند ۱۰ کیلومتر و ۱۰۰۰ متر).
نگین در سه دورهٔ یازدهم، دوازدهم و سیزدهم قهرمانی آسیای رولر اسکیت سرعت (در سال‌های ۲۰۰۵، ۲۰۰۶ و ۲۰۰۸) شرکت نمود و در دوره دوم با کسب سه مدال برنز در ۳۰۰۰ و ۵۰۰۰ متر امدادی و ۲۰۰ متر به مقام قهرمانی آسیا نائل گردید. او همچنین در دو دوره مسابقات قهرمانی جهانی (در سال‌های ۲۰۰۷ و ۲۰۱۱) و در مسابقه آزاد ناموان کره جنوبی (در سال ۲۰۰۹) شرکت کرده‌است. 
وی تنها کسی است که در اسکیت سرعت بانوان کشور ایران مدال انفرادی کسب کرده‌است.
او به ورزشهای دیگر نیز (مانند دوومیدانی، دوچرخه سواری و شنا) برای افزایش آمادگی جسمانی خود جهت ارتقاء در رشتهٔ اصلیش میپردازد.
در حال حاضر نگین در تیم پاور اسلاید در داخل ایران تمرین میکند